# 傑西·雅諾維茨
傑西·詹努維克茲（Jerzy Filip Janowicz，1990年11月13日—）是一位波蘭職業網球運動員。2012年，詹努維克茲在巴黎大師賽有著非常出色的表現，他從會外賽闖進會內賽，以黑馬之姿陸續擊敗菲利普·科爾施賴伯、馬林·契利奇、安迪·穆雷、揚科·蒂普薩雷維奇與吉爾·西蒙五位排名前二十好手，雖然在決賽不敵大衛·費雷爾，也使他的排名上升至26。2013年，溫布頓網球錦標賽闖進四強，創下大滿貫最佳戰績。

## 大师賽

### 男單亞軍（1）
| 年份 | 舉行地點 | 場地     | 決賽對手 | 對手國籍 | 勝方比分 |
| ---- | -------- | -------- | -------- | -------- | -------- |
| 2012 | 巴黎     | 室内硬地 | 費雷爾   | 西班牙   | 6–4、6–3 |

## 外部連結
- Jerzy Janowicz - oficjalna strona internetowa （页面存档备份，存于）
- 傑西·雅諾維茨（英文/西班牙文）的官方資料
- 傑西·雅諾維茨的國際網球總會 職業／青少年 官方資料（英文）
- 傑西·雅諾維茨的官方資料（英文）